# Stephanosporin
Stephanosporin ist ein halogenierter Naturstoff, der sich vom Hydrazid der Bernsteinsäure ableitet.

## Vorkommen
Stephanosporin kommt natürlich in Stephanospora caroticolor vor, vor allem als Kaliumsalz, und ist für die orangerote Farbe des Pilzes verantwortlich.

## Reaktionen
Die Verbindung wird an der Luft leicht zur Azoverbindung oxidiert, die unter Abspaltung von Bernsteinsäureanhydrid und elementarem Stickstoff ein Arylradikal bildet, welches durch Abstraktion eines Wasserstoffatoms 2-Chlor-4-nitrophenol ergibt. Reines Stephanosporin kann nur durch sofortige Extraktion des intakten Fruchtkörpers mit Methanol gewonnen werden; durch Beschädigung des Fruchtkörpers oder Lagerung wird es teilweise zersetzt. Es wird angenommen, dass die Verbindung der Verteidigung dient.

## Verwendung
Der Zerfallsprozess des Naturprodukts wurde als Ausgangspunkt zur Untersuchung möglicher neuer Radikalstarter für die organische Synthese genommen. Konkret wurde die abgeleitete Verbindung N'-Phenylbernsteinsäurehydrazid verwendet, die allerdings nicht durch Luftsauerstoff oxidiert wurde, weshalb als Oxidationsmittel Ammoniumcer(IV)-nitrat zugesetzt wurde.